# Nicola Princivalli
Nicola Princivalli, né le 29 septembre 1979 à Trieste, est un footballeur italien. Il mesure 1,80 m pour 75 kg et joue au poste de milieu offensif.

## Biographie
Nicola Princivalli exerce la majeure partie sa carrière dans son pays d'origine, notamment en Serie B, au FC Messine et à l'US Triestina.
Il dispute un total de 142 matchs en Serie B, inscrivant 8 buts dans ce championnat. Il réalise sa meilleure performance lors de la saison 2008-2009, où il inscrit 4 buts.
Depuis 2015, il évolue sous les couleurs de l'Amicale de Port Vila aux îles Vanuatu, au sein d'un effectif comptant quatre autres compatriotes.